# Shaoxing
Shaoxing (léase en chino: Sháo-Sing, lit. 'Shao4xing1.ogg' (en chino simplificado, 绍兴市; pinyin, Shàoxīng shì) es una ciudad-prefectura en la provincia de Zhejiang, República Popular de China. Limita al norte con el río Qiantang, al sur con Jinhua, al oeste con Hangzhou y al este con Ningbo. Su área es de 8256 km² y su población es cerca de 5 millones. La ciudad se volvió mundialmente famosa por el vino de Shaoxing.

## Administración
Desde octubre de 2013 la ciudad prefectura de Shaoxing se divide en 7 localidades que se administran en; 3 distritos urbanos, 2 ciudades suburbanas y 1 condado:
- Distrito Yuecheng (越城区)
- Distrito Keqiao (柯桥区)
- Distrito Shangyu (上虞区)
- Ciudad Shangyu (上虞市)
- Ciudad Shengzhou (嵊州市)
- Ciudad Zhuji (诸暨市)
- Condado Xinchang (新昌县)

## Toponimia
La ciudad fue nombrada Shaoxing en el año 1131 durante la dinastía Song del sur. El nombre proviene del período del reinado del emperador Gaozong Shaoxing de Song, y es un significado poético que significa "prosperidad continua".

## Clima
| Parámetros climáticos promedio de Shaoxing (1981–2010 normals) | Parámetros climáticos promedio de Shaoxing (1981–2010 normals) | Parámetros climáticos promedio de Shaoxing (1981–2010 normals) | Parámetros climáticos promedio de Shaoxing (1981–2010 normals) | Parámetros climáticos promedio de Shaoxing (1981–2010 normals) | Parámetros climáticos promedio de Shaoxing (1981–2010 normals) | Parámetros climáticos promedio de Shaoxing (1981–2010 normals) | Parámetros climáticos promedio de Shaoxing (1981–2010 normals) | Parámetros climáticos promedio de Shaoxing (1981–2010 normals) | Parámetros climáticos promedio de Shaoxing (1981–2010 normals) | Parámetros climáticos promedio de Shaoxing (1981–2010 normals) | Parámetros climáticos promedio de Shaoxing (1981–2010 normals) | Parámetros climáticos promedio de Shaoxing (1981–2010 normals) | Parámetros climáticos promedio de Shaoxing (1981–2010 normals) |
| Mes                                                            | Ene.                                                           | Feb.                                                           | Mar.                                                           | Abr.                                                           | May.                                                           | Jun.                                                           | Jul.                                                           | Ago.                                                           | Sep.                                                           | Oct.                                                           | Nov.                                                           | Dic.                                                           | Anual                                                          |
| -------------------------------------------------------------- | -------------------------------------------------------------- | -------------------------------------------------------------- | -------------------------------------------------------------- | -------------------------------------------------------------- | -------------------------------------------------------------- | -------------------------------------------------------------- | -------------------------------------------------------------- | -------------------------------------------------------------- | -------------------------------------------------------------- | -------------------------------------------------------------- | -------------------------------------------------------------- | -------------------------------------------------------------- | -------------------------------------------------------------- |
| Temp. máx. media (°C)                                          | 8.3                                                            | 10.4                                                           | 14.8                                                           | 21.1                                                           | 26.3                                                           | 28.9                                                           | 33.6                                                           | 32.4                                                           | 27.7                                                           | 22.9                                                           | 17.4                                                           | 11.2                                                           | 21.3                                                           |
| Temp. media (°C)                                               | 4.5                                                            | 6.4                                                            | 10.3                                                           | 16.3                                                           | 21.6                                                           | 24.9                                                           | 29.1                                                           | 28.3                                                           | 23.8                                                           | 18.5                                                           | 12.7                                                           | 6.7                                                            | 16.9                                                           |
| Temp. mín. media (°C)                                          | 1.7                                                            | 3.4                                                            | 6.9                                                            | 12.4                                                           | 17.7                                                           | 21.6                                                           | 25.5                                                           | 25.1                                                           | 20.9                                                           | 15.1                                                           | 9.1                                                            | 3.3                                                            | 13.6                                                           |
| Precipitación total (mm)                                       | 85.9                                                           | 86.6                                                           | 144.0                                                          | 125.0                                                          | 136.6                                                          | 199.6                                                          | 146.6                                                          | 176.0                                                          | 150.7                                                          | 79.5                                                           | 80.7                                                           | 58.7                                                           | 1469.9                                                         |
| Humedad relativa (%)                                           | 79                                                             | 79                                                             | 78                                                             | 76                                                             | 75                                                             | 81                                                             | 76                                                             | 80                                                             | 84                                                             | 82                                                             | 79                                                             | 77                                                             | 78.8                                                           |
| Fuente: China Meteorological Administration                    |                                                                |                                                                |                                                                |                                                                |                                                                |                                                                |                                                                |                                                                |                                                                |                                                                |                                                                |                                                                |                                                                |